# Peken Belayu
Peken Belayu is een bestuurslaag in het regentschap Tabanan van de provincie Bali, Indonesië. Peken Belayu telt 2948 inwoners (volkstelling 2010).